# Euphydryas phaeton
Euphydryas phaeton (лат.) — вид бабочек из рода Euphydryas из семейства нимфалиды (Nymphalidae). Северная Америка (Канада и США). Этот вид является официальным символом штата Мэриленд с 1973 года. Местное название Baltimore checkerspot («Балтиморская шашечница») было дано в честь лорда Джорджа Балтимора (Calvert Baron Baltimore; 1579—1632) из-за сходства цветов в фамильном гербе. Несмотря на статус вида как символа насекомого Мэриленда, популяция в Мэриленде значительно сократилась, и в настоящее время Департамент природных ресурсов Мэриленда внес ее в список «редких, находящихся под угрозой исчезновения» животных.

## Таксономия
Вид был впервые описан в 1773 году английским энтомологом Дрю Друри(1725—1803).

## Описание
Размах крыльев 4,5—7 см.
В период роста гусеница бабочки ищет растение-хозяин для питания. Ее местным личиночным хозяином является Chelone glabra (род хелоне из семейства подорожниковые, Plantaginaceae), но она также в некоторой степени использует интродуцированный газонный сорняк подорожник ланцетный, Plantago lanceolata) и другие растения.
В отличие от большинства бабочек, которые зимуют в виде яиц, куколок, а иногда и взрослых особей, балтиморская шашечница зимует в виде гусениц. В конце лета (с июля по сентябрь, в зависимости от широты, погоды и других факторов) гусеницы перестают питаться, плетут на растении предзимнюю паутину и остаются в ней. Через несколько месяцев они покидают эту паутину и попадают в подстилку (мертвую траву, листья и т. д.) на земле, где и зимуют.

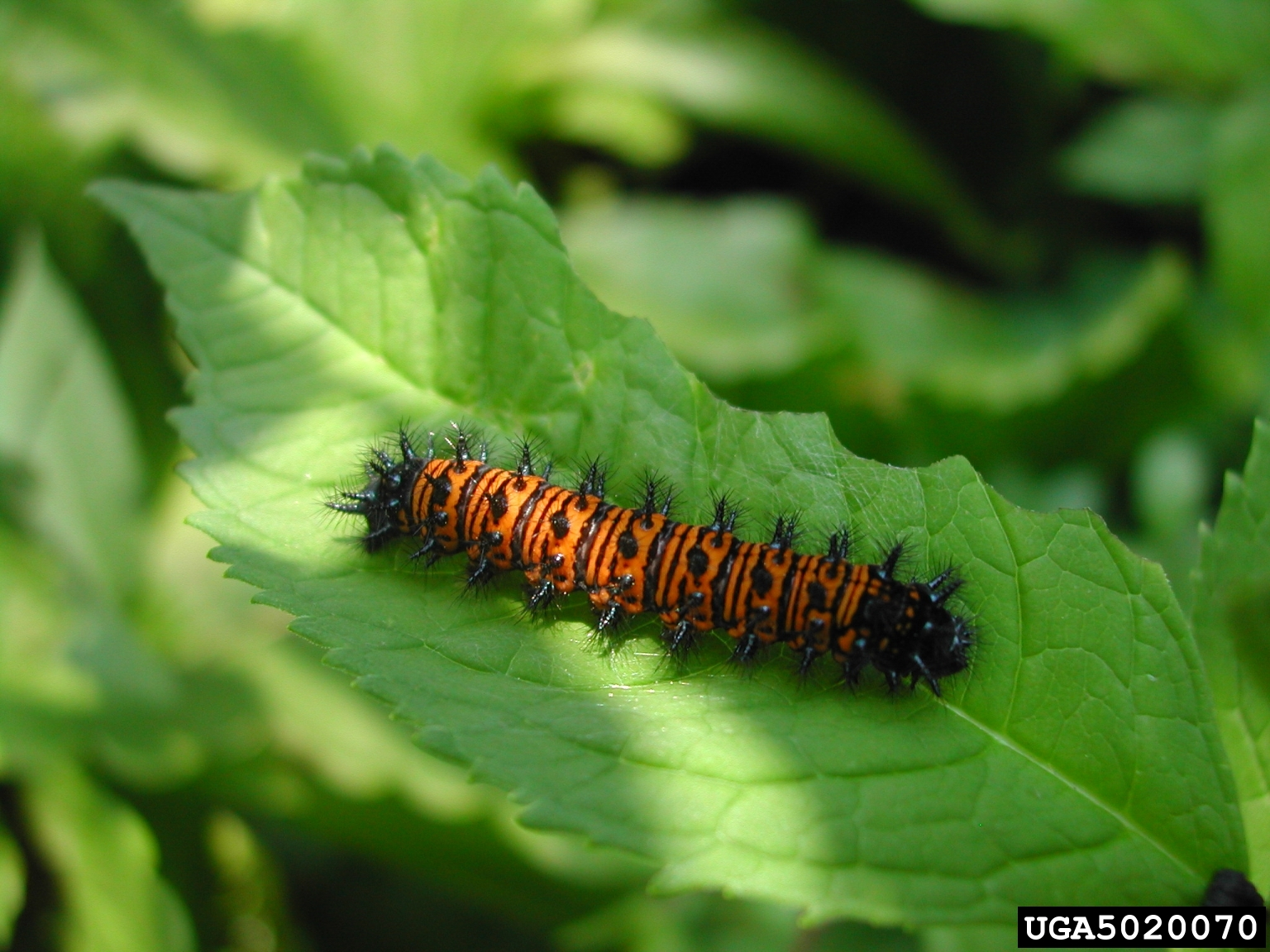
Гусеница
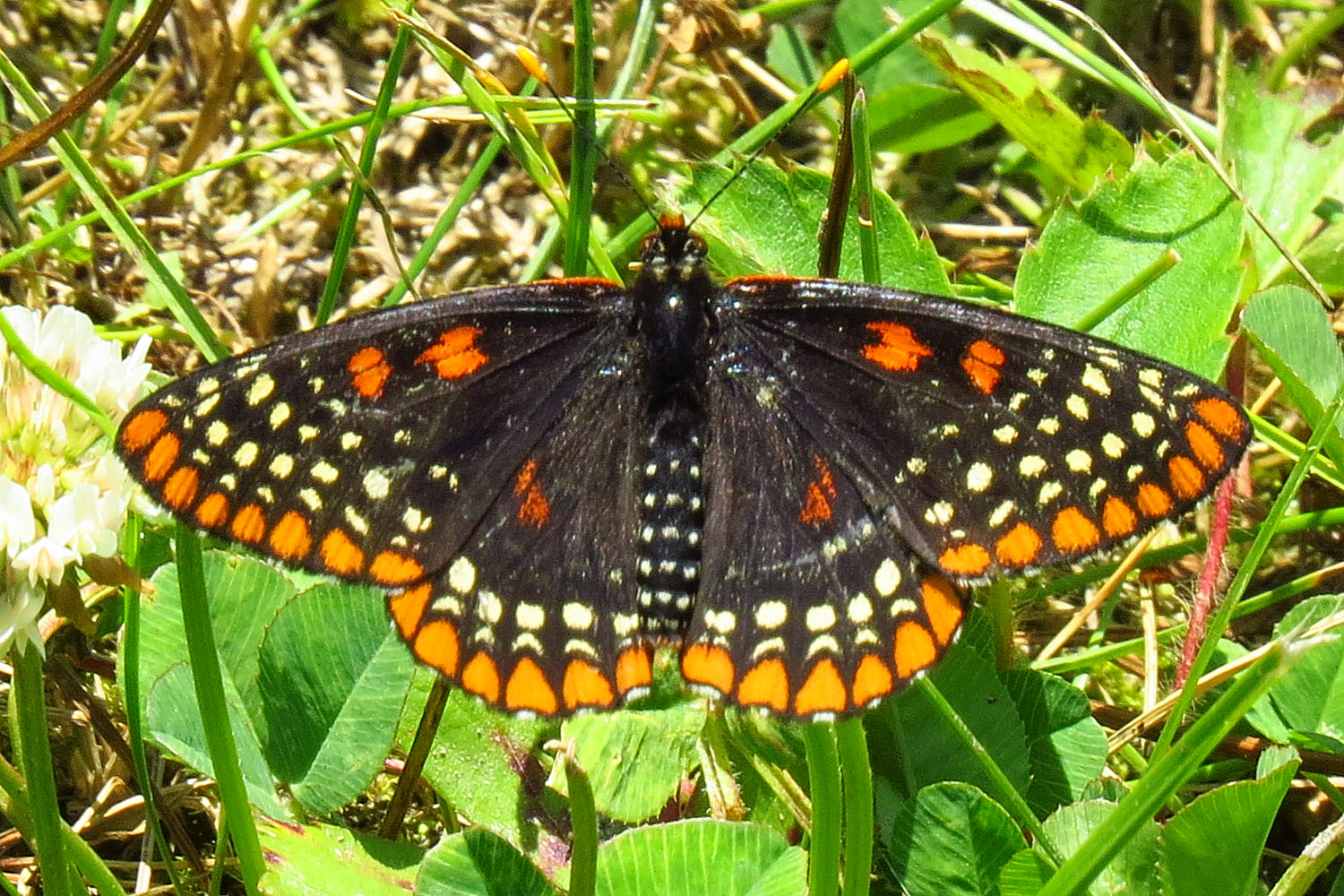
Имаго
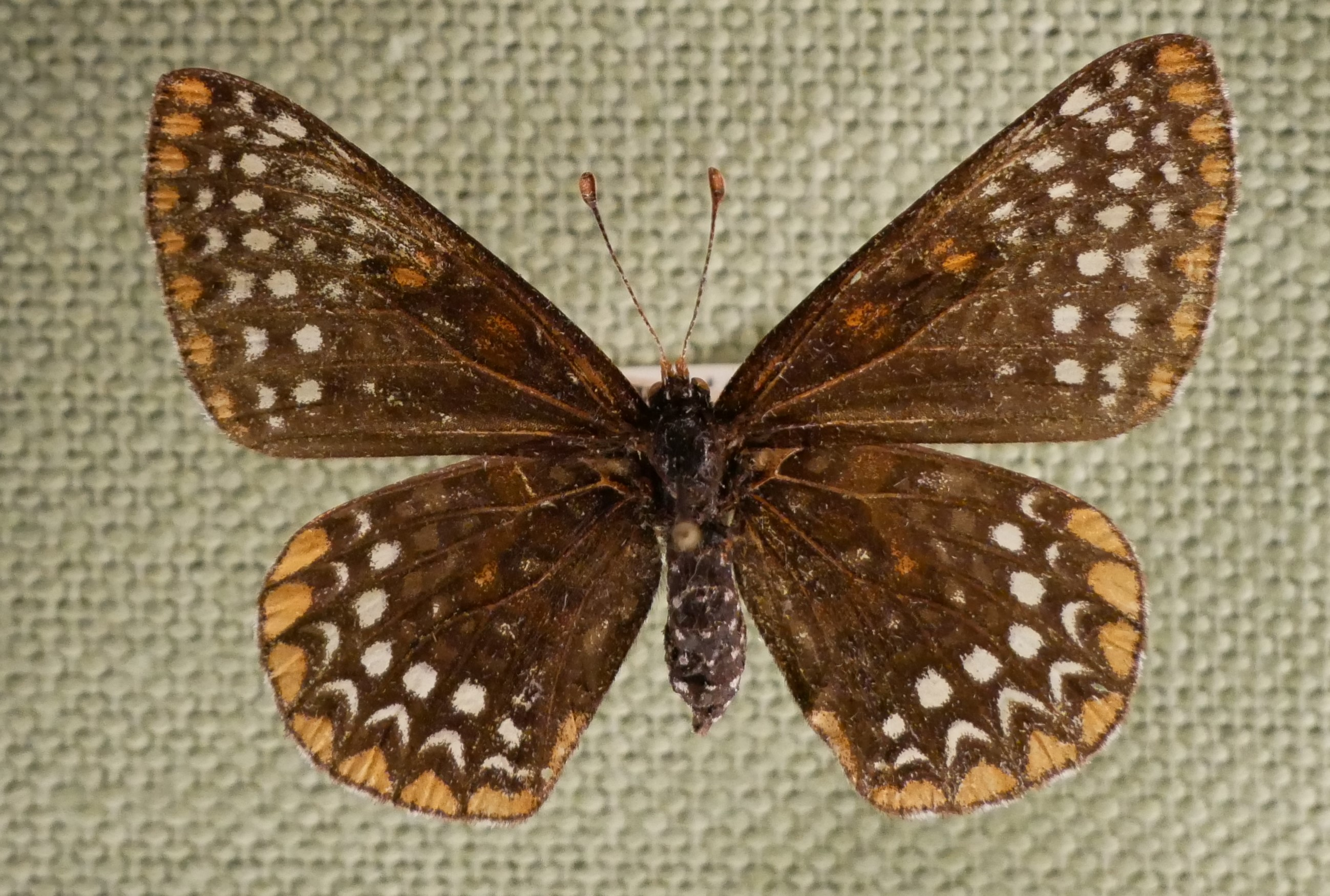
Музейный экземпляр

## Охранный статус
Американская организация NatureServe рассматривает вид в охранном статусе G4 на всём протяжении ареала.